# 日本の書家一覧
日本の書家一覧（にほんのしょかいちらん）は、飛鳥時代から江戸時代までの書名のある人物（能書）を時代別に分類した一覧である。

## 飛鳥時代から江戸時代

### 飛鳥時代
- 聖徳太子（574年 - 622年）
- 長屋王（684年 - 729年）
- 橘諸兄（684年 - 757年）

### 奈良時代
- 吉備真備（695年 - 775年）
- 聖武天皇（701年 - 756年）
- 光明皇后（701年 - 760年）
- 藤原仲麻呂（706年 - 764年）
- 孝謙天皇（718 - 770年）
- 弓削道鏡（700年? - 772年）

### 平安時代

#### 初期
- 最澄（伝教大師）（767年 - 822年）
- 空海（弘法大師）（774年 - 835年）
- 紀椿守（776年 - 853年）
- 橘逸勢（782年? - 842年）
- 淳和天皇（786年 - 840年）
- 嵯峨天皇（786年 - 842年）
- 円仁（慈覚大師）（794年 - 864年）
- 小野篁（802年 - 852年）
- 高枝王（802年 - 858年）
- 藤原関雄（805年 - 853年）
- 小野恒柯（808年 - 860年）
- 円珍（智証大師）（814年 - 891年）
- 恒貞親王（825年 - 884年）
- 菅原道真（845年 - 903年）
- 紀長谷雄（845年 - 912年）
- 小野美材（生年不詳 - 902年）
- 藤原敏行（生年不詳 - 907年）
- 紀夏井（生没年不詳）
- 藤原有年（生没年不詳）
- 時原春風（生没年不詳）

#### 中期
- 紀貫之（866年、872年頃? - 945年?）
- 大江朝綱（886年 - 958年）
- 宇多天皇（867年 - 931年）
- 醍醐天皇（885年 - 930年）
- 小野道風（894年 - 966年）
- 兼明親王（914年 - 987年）
- 村上天皇（926年 - 967年）
- 藤原佐理（944年 - 998年）
- 藤原道長（966年 - 1027年）
- 藤原公任（966年 - 1041年）
- 藤原行成（972年 - 1027年）
- 藤原頼通（992年 - 1074年）
- 藤原定頼（994年 - 1045年）
- 源師房（1008年 - 1077年）
- 藤原行経（1012年 - 1050年）
- 藤原伊房（1030年 - 1096年）
- 源俊房（1035年 - 1121年）
- 大江匡房（1041年 - 1111年）
- 源兼行（生年不詳 - 1075年？）

#### 後期
- 藤原道子（1042年 - 1132年）
- 源俊頼（1055年 - 1129年）
- 藤原基俊（1060年 - 1142年）
- 藤原師通（1062年 - 1099年）
- 藤原定実（1077年？ - 1120年？）
- 藤原朝隆（1097年 - 1159年）
- 藤原忠通（1097年 - 1164年）
- 藤原定信（1088年 - 1156年）
- 藤原教長（1109年 - 1180年）
- 藤原俊成（1114年 - 1204年）
- 西行（1118年 - 1190年）
- 藤原忠親（1131年 - 1195年）
- 寂蓮（1139年？ - 1202年）
- 藤原伊行（1149年？ - 1175年）
- 藤原伊経（生年不詳 - 1227年？）

### 鎌倉時代
- 寂蓮（1139年？ - 1202年）
- 明菴栄西（1141年 - 1215年）
- 九条兼実（1149年 - 1207年）
- 藤原家隆（1158年 - 1237年）
- 藤原定家（1162年 - 1241年）
- 俊芿（1166年 - 1227年）
- 九条良経（1169年 - 1206年）
- 飛鳥井雅経（1170年 - 1221年）
- 明恵（1173年 - 1232年）
- 親鸞（1173年 - 1262年）
- 世尊寺行能（1179年 - 1255年？）
- 後鳥羽天皇（1180年 - 1239年）
- 藤原為家（1198年 - 1275年）
- 道元（1200年 - 1253年）
- 蘭渓道隆（1213年 - 1278年）
- 世尊寺経朝（1215年 - 1276年）
- 後嵯峨天皇（1220年 - 1272年）
- 日蓮（1222年 - 1282年）
- 無学祖元（1226年 - 1286年）
- 宗尊親王（1242年 - 1274年）
- 後深草天皇（1243年 - 1304年）
- 一山一寧（1247年 - 1317年）
- 世尊寺経尹（1247年 - 没年不詳）
- 伏見天皇（1265年 - 1317年）
- 後宇多天皇（1267年 - 1324年）
- 宗峰妙超（大澄国師）（1282年 - 1337年）
- 世尊寺行房（生年不詳 - 1337年）
- 世尊寺行尹（1286年 - 1350年）
- 花園天皇（1297年 - 1348年）

### 室町・安土桃山時代
- 夢窓疎石（1275年 - 1351年）
- 卜部兼好（1283年 - 1350年）
- 後醍醐天皇（1288年 - 1339年）
- 雪村友梅（1290年 - 1347年）
- 寂室元光（1290年 - 1367年）
- 石室善玖（1294年 - 1389年）
- 尊円法親王（1298年 - 1356年）
- 足利尊氏（1305年 - 1358年）
- 足利直義（1306年 - 1352年）
- 世尊寺行忠（1312年 - 1381年）
- 絶海中津（1336年 - 1405年）
- 世尊寺行俊（生年不詳 - 1407年）
- 後小松天皇（1377年 - 1433年）
- 満済准后（1378年 - 1435年）
- 世尊寺行豊（生年不詳 - 1453年）
- 一休宗純（1394年 - 1481年）
- 一条兼良（1402年 - 1481年）
- 世尊寺行高（1412年 - 1478年）
- 飛鳥井雅親（1417年 - 1490年）
- 飯尾宗祗（1421年 - 1502年）
- 了庵桂悟（1425年 - 1514年）
- 飛鳥井雅康（1436年 - 1509年）
- 持明院基春（1453年 - 1535年）
- 三条西実隆（1455年 - 1537年）
- 世尊寺行季（1476年 - 1532年）
- 冷泉為和（1486年 - 1549年）
- 後奈良天皇（1496年 - 1557年）
- 尊鎮法親王（1504年 - 1550年）
- 正親町天皇（1517年 - 1593年）
- 千利休（1522年 - 1591年）
- 織田信長（1534年 - 1582年）
- 豊臣秀吉（1536年 - 1598年）
- 尊朝法親王（1552年 - 1597年）
- 細川ガラシャ（1563年 - 1600年）

### 江戸時代

#### 唐様
- 石川丈山（1583年 - 1672年）
- 隠元隆琦（1592年 - 1673年）
- 木庵性瑫（1611年 - 1684年）
- 即非如一（1616年 - 1671年）
- 松下烏石（1698年 - 1779年）
- 池大雅（1723年 - 1776年）
- 沢田東江（1732年 - 1796年）
- 亀田鵬斎（1752年 - 1826年）
- 良寛（1757年 - 1831年）
- 巻菱湖（1777年 - 1843年）
- 貫名菘翁（1778年 - 1863年）
- 市河米庵（1779年 - 1858年）
- 岩佐一亭（1779年 - 1858年）
- 生方鼎斎（1799年 - 1856年）
- 小島成斎（1796年 - 1862年）
- 大竹蒋塘（1801年 - 1858年）
- 中沢雪城（1808年 - 1866年）
- 副島種臣（1828年 - 1905年）
- 吉田松陰（1830年 - 1859年）
- 山岡鉄舟（1836年 - 1888年）

#### 和様
- 本阿弥光悦 （1558年 - 1637年）
- 近衛信尹（1565年 - 1614年）
- 松花堂昭乗（1584年 - 1639年）
- 松尾芭蕉（1644年 - 1694年）
- 本居宣長（1730年 - 1801年）
- 加藤千蔭（1735年 - 1808年）
- 小林一茶（1763年 - 1827年）